# Melitonoma libenae
Melitonoma libenae es una especie de insecto coleóptero de la familia Chrysomelidae.
Fue descrita científicamente en 2004 por Medvedev & Kantner.